# NGC 7769
NGC 7769 este o liner situată în constelația Pegas. A fost descoperită în 18 septembrie 1784 de către William Herschel. Se află la o distanță de 60,2 de megaparseci de Pământ.